# Surgères
Surgères és un municipi francès situat al departament del Charente Marítim i a la regió de la Nova Aquitània. L'any 2007 tenia 6.188 habitants.

## Demografia

### Població
El 2007 la població de fet de Surgères era de 6.188 persones. Hi havia 2.812 famílies de les quals 1.003 eren unipersonals (356 homes vivint sols i 647 dones vivint soles), 964 parelles sense fills, 585 parelles amb fills i 260 famílies monoparentals amb fills.
La població ha evolucionat segons el següent gràfic:
Habitants censats

### Habitatges
El 2007 hi havia 3.245 habitatges, 2.862 eren l'habitatge principal de la família, 90 eren segones residències i 293 estaven desocupats. 2.528 eren cases i 689 eren apartaments. Dels 2.862 habitatges principals, 1.678 estaven ocupats pels seus propietaris, 1.133 estaven llogats i ocupats pels llogaters i 51 estaven cedits a títol gratuït; 62 tenien una cambra, 258 en tenien dues, 488 en tenien tres, 1.044 en tenien quatre i 1.009 en tenien cinc o més. 2.055 habitatges disposaven pel capbaix d'una plaça de pàrquing. A 1.469 habitatges hi havia un automòbil i a 887 n'hi havia dos o més.

### Piràmide de població
La piràmide de població per edats i sexe el 2009 era:
| Homes | Edats   | Dones |
| ----- | ------- | ----- |
| 0     | 95 o +  | 15    |
| 14    | 90 a 94 | 44    |
| 41    | 85 a 89 | 105   |
| 29    | 80 a 84 | 79    |
| 137   | 75 a 79 | 154   |
| 152   | 70 a 74 | 218   |
| 193   | 65 a 69 | 218   |
| 176   | 60 a 64 | 190   |
| 173   | 55 a 59 | 183   |
| 175   | 50 a 54 | 227   |
| 197   | 45 a 49 | 224   |
| 242   | 40 a 44 | 211   |
| 201   | 35 a 39 | 225   |
| 155   | 30 a 34 | 165   |
| 196   | 25 a 29 | 140   |
| 173   | 20 a 24 | 178   |
| 222   | 15 a 19 | 151   |
| 184   | 10 a 14 | 200   |
| 168   | 5 a 9   | 170   |
| 135   | 0 a 4   | 121   |

## Economia
El 2007 la població en edat de treballar era de 3.604 persones, 2.451 eren actives i 1.153 eren inactives. De les 2.451 persones actives 2.094 estaven ocupades (1.098 homes i 996 dones) i 356 estaven aturades (165 homes i 191 dones). De les 1.153 persones inactives 435 estaven jubilades, 297 estaven estudiant i 421 estaven classificades com a «altres inactius».

### Ingressos
El 2009 a Surgères hi havia 2.935 unitats fiscals que integraven 6.295,5 persones, la mediana anual d'ingressos fiscals per persona era de 16.149 €.

### Activitats econòmiques
Dels 425 establiments que hi havia el 2007, 5 eren d'empreses extractives, 14 d'empreses alimentàries, 5 d'empreses de fabricació de material elèctric, 26 d'empreses de fabricació d'altres productes industrials, 50 d'empreses de construcció, 115 d'empreses de comerç i reparació d'automòbils, 10 d'empreses de transport, 20 d'empreses d'hostatgeria i restauració, 7 d'empreses d'informació i comunicació, 25 d'empreses financeres, 20 d'empreses immobiliàries, 53 d'empreses de serveis, 42 d'entitats de l'administració pública i 33 d'empreses classificades com a «altres activitats de serveis».
Dels 122 establiments de servei als particulars que hi havia el 2009, 1 era una oficina d'administració d'Hisenda pública, 1 gendarmeria, 1 oficina de correu, 8 oficines bancàries, 2 funeràries, 16 tallers de reparació d'automòbils i de material agrícola, 2 tallers d'inspecció tècnica de vehicles, 1 establiment de lloguer de cotxes, 5 autoescoles, 8 paletes, 8 guixaires pintors, 14 fusteries, 3 lampisteries, 2 electricistes, 5 empreses de construcció, 11 perruqueries, 3 veterinaris, 1 agència de treball temporal, 12 restaurants, 11 agències immobiliàries, 2 tintoreries i 5 salons de bellesa.
Dels 53 establiments comercials que hi havia el 2009, 1 era un hipermercat, 3 supermercats, 2 grans superfícies de material de bricolatge, 1 una botiga de menys de 120 m², 6 fleques, 4 carnisseries, 2 peixateries, 3 llibreries, 8 botigues de roba, 4 botigues d'equipament de la llar, 3 sabateries, 1 una botiga d'electrodomèstics, 4 botigues de mobles, 2 botigues de material esportiu, 2 drogueries, 2 perfumeries, 1 una joieria i 4 floristeries.
L'any 2000 a Surgères hi havia 30 explotacions agrícoles que ocupaven un total de 2.660 hectàrees.

## Equipaments sanitaris i escolars
El 2009 hi havia 4 farmàcies i 1 ambulància.
El 2009 hi havia 2 escoles maternals i 3 escoles elementals. A Surgères hi havia 2 col·legis d'educació secundària i 1 liceu tecnològic. Als col·legis d'educació secundària hi havia 753 alumnes i als liceus tecnològics 216.

## Poblacions més properes
El següent diagrama mostra les poblacions més properes.